# Калтасинский сельсовет
Калтасинский сельсовет — муниципальное образование в Калтасинском районе Башкортостана.

## История
Согласно «Закону о границах, статусе и административных центрах муниципальных образований в Республике Башкортостан» имеет статус сельского поселения.
В 1986 г. из состава Калтасинского сельсовета был образован Суваляшевский сельсовет (Указ Президиума Верховного Совета Башкирской АССР от 12.12.1986 г. № 6-2/394 «Об образовании Суваляшевского сельсовета в Калтасинском районе» ).
Суваляшевский сельсовет объединен с Калтасинским сельсоветом в 2008 году (Закон Республики Башкортостан от 19.11.2008 г. № 49-З «Об изменениях в административно-территориальном устройстве Республики Башкортостан в связи с объединением отдельных сельсоветов и передачей населённых пунктов»).

## Население
| 2002  | 2009  | 2010  | 2012  | 2013  | 2014  | 2015  |
| ----- | ----- | ----- | ----- | ----- | ----- | ----- |
| 5949  | ↗6123 | ↘5655 | ↘5555 | ↘5456 | ↘5361 | ↘5314 |
| 2016  | 2017  | 2018  |       |       |       |       |
| ↘5269 | ↘5229 | ↘5155 |       |       |       |       |

## Состав сельского поселения
| № | Населённый пункт | Тип населённого пункта       | Население |
| - | ---------------- | ---------------------------- | --------- |
| 1 | Калтасы          | село, административный центр | ↘4101     |
| 2 | Старые Калтасы   | деревня                      | ↘518      |
| 3 | Калмаш           | деревня                      | ↘503      |
| 4 | Александровка    | деревня                      | ↘98       |
| 5 | Ясная Поляна     | деревня                      | ↗54       |
| 6 | Новотокраново    | деревня                      | ↘43       |
| 7 | Сауляшбаш        | деревня                      | ↘21       |